# Bulgarian Eagle
Bulgarian Eagle (bulgarisch Бългериън Ийгъл) war eine bulgarische Fluggesellschaft mit Sitz in Sofia und eine hundertprozentige Tochtergesellschaft der Germania Beteiligungsgesellschaft.

## Geschichte
Die Tochtergesellschaft wurde im Jahr 2017 gegründet und sollte sich mit einer eigenen bulgarischen Betriebsgenehmigung auf das ACMI-Geschäft konzentrieren. Bulgarian Eagle erhielt am 3. August 2017 ihr AOC. Die erste Maschine (LZ-AOA) wurde zunächst für Germania in London-Gatwick stationiert und der Flugbetrieb am 4. August 2017 mit einem Flug nach Skiathos aufgenommen. Im Mai 2018 wurde ein weiterer A319-100 mit dem Kennzeichen LZ-AOC eingeflottet, welcher ab Zürich für Germania Flug operierte. Mitte 2018 wurde der ehemalige Germania-Prokurist Sieghard Jähn als Managing Director für Bulgarian Eagle tätig.
Am 4. Februar 2019 meldete die Muttergesellschaft, Germania Fluggesellschaft GmbH beim Amtsgericht Berlin-Charlottenburg Insolvenz an. Am 8. März 2019 meldete Bulgarian Eagle beim Stadtgericht Sofia ebenfalls Insolvenz an.

## Flotte
Die Flotte von Bulgarian Eagle bestand zuletzt aus zwei Flugzeugen mit einem Durchschnittsalter von 12,4 Jahren.
| Flugzeugtyp     | Anzahl | bestellt | Anmerkungen                              | Durchschnittsalter |
| --------------- | ------ | -------- | ---------------------------------------- | ------------------ |
| Airbus A319-100 | 2      |          | betrieben für Germania und Germania Flug | 12,4 Jahre         |
| Gesamt          | 2      | –        |                                          | 12,4 Jahre         |